# Edvardas Prichodskis
Edvardas Prichodskis (*  29. Februar 1936 in Noškūnai, Rajongemeinde Varėna, Litauen; † 2. Oktober 2012 in Jonava) war ein sowjetlitauischer Politiker der Rajongemeinde Jonava, Erster Sekretär des Zentralkomitees der Kommunistischen Partei Litauens (LKP), ab 2000 Ehrenbürger der Rajongemeinde Jonava.

## Leben
Am 13. April 1936 wurde Edvardas Prichodskis in der Kirche Rudnia bei Varėna getauft.  1954 absolvierte er das Lehrerseminar Marijampolė und 1970 das Studium an der Parteihochschule Vilnius. Bis 1960 arbeitete er in der Rajongemeinde Lazdijai, dann in Eišiškės, in der Rajongemeinde Šalčininkai. Vom 18. August 1977 bis zum 24. November 1988 war er Erster Sekretär des Jonava-Partei-Komitees der LKP. Ab 1982 war er Deputierter des Obersten Sowjets Sowjetlitauens. 1986 wurde er Verdiente Kulturperson von Sowjetlitauen.
Edvardas Prichodskis war langjähriger Leiter des Rajons Jonava. Er war Mitglied der Kommunistischen Partei (KPdSU und LKP). Als erster Sekretär des Ausführungskomitee organisierte er den Bau von Stauseen (von Varnutė), des Stadions Jonava, von Plätzen und die Renovierung von Straßen.
Sein Grab befindet sich im Friedhof Jonava, an der Friedhofskapelle.

## Familie
Sein Vater war Jakūbas Prichodskis.
Prichodskis war verheiratet. Seine Frau Aldona ist Lehrerin. Ihre Töchter sind Asta und Vilija.

## Ehrungen
- Verdienter Mitarbeiter der Kultur Sowjetlitauens, 1986
- Ehrenbürger von Jonava, 2000.